# Nicovală

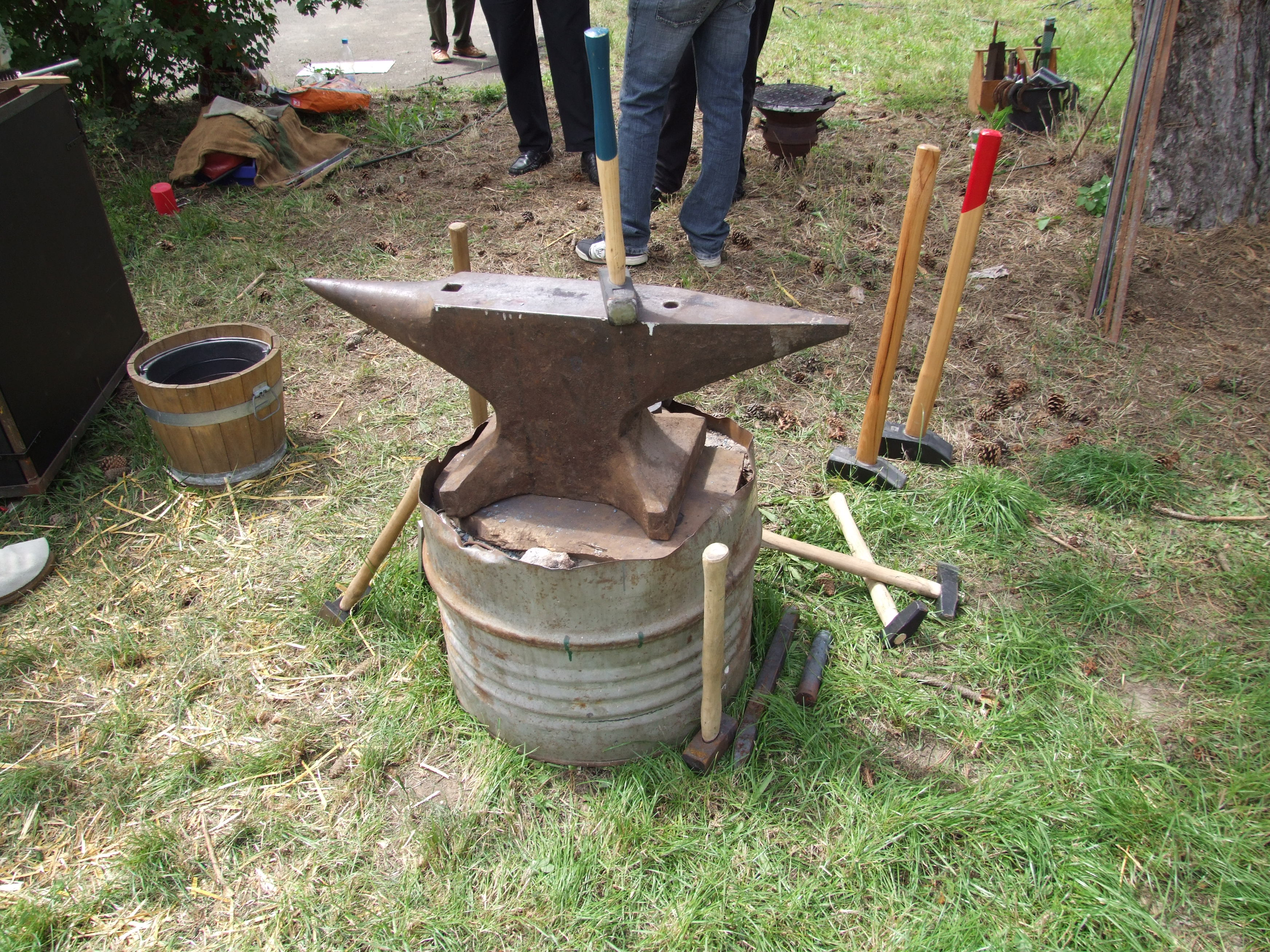
Nicovală

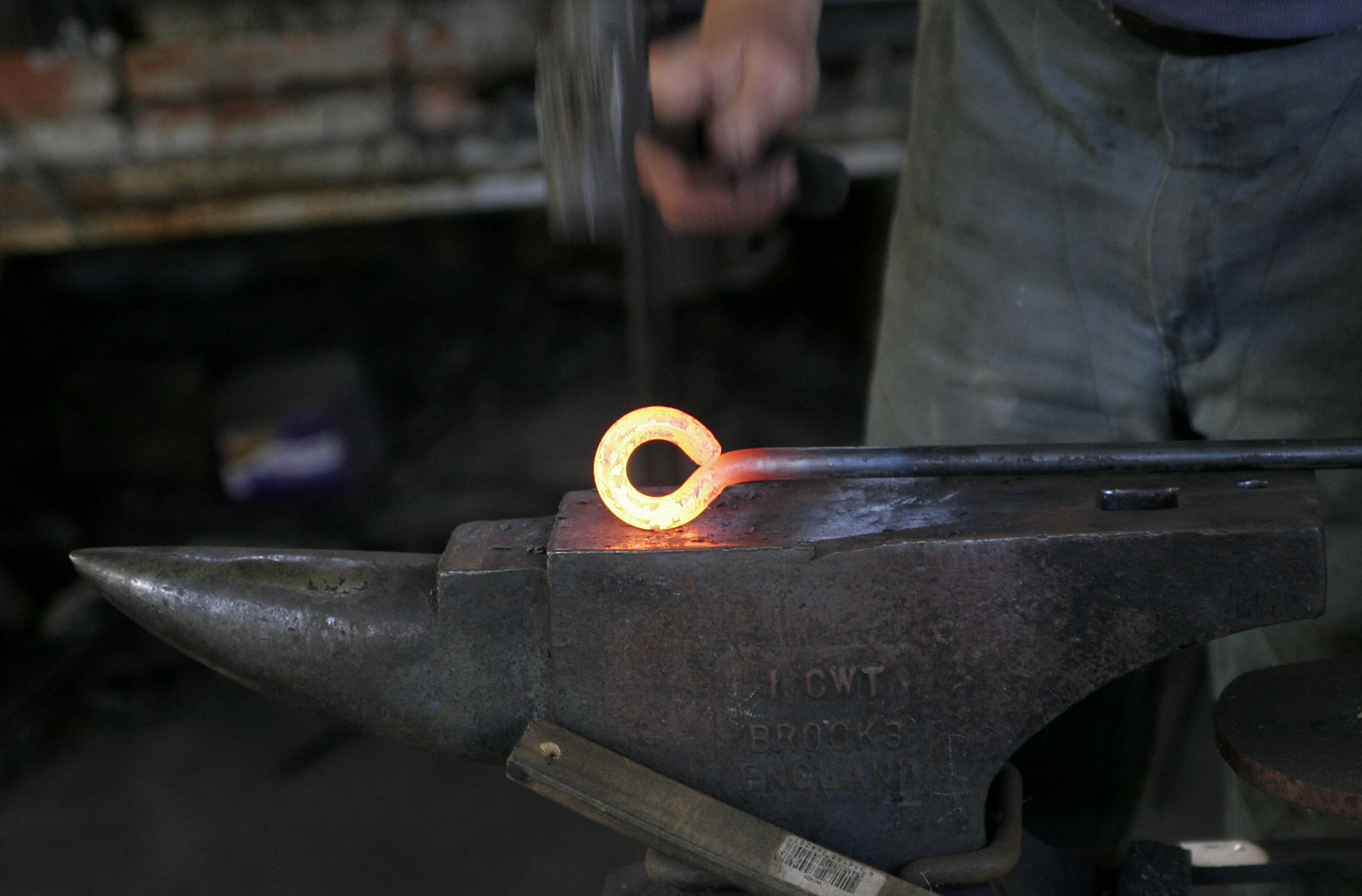
Nicovală

Nicovala este o unealtă de oțel sau de fontă folosită în atelierele de forjare pentru sprijinirea pieselor de metal supuse prelucrării, în operațiile de deformare plastică prin batere cu ciocanul. 